# Ester de Andreis
Ester de Andreis (Gènova 1901 - Menèrba, 19 de setembre de 1989) va ser una escriptora, poetessa i traductora italo-espanyola. És considerada com una de les poetesses que han portat a estudiar l'autoria de poesia per part de dones en els temps posteriors a la Guerra Civil Espanyola com un apartat especial dins de la història de la literatura d'aquests anys.